# Schloss Batthyány (Trautmannsdorf)

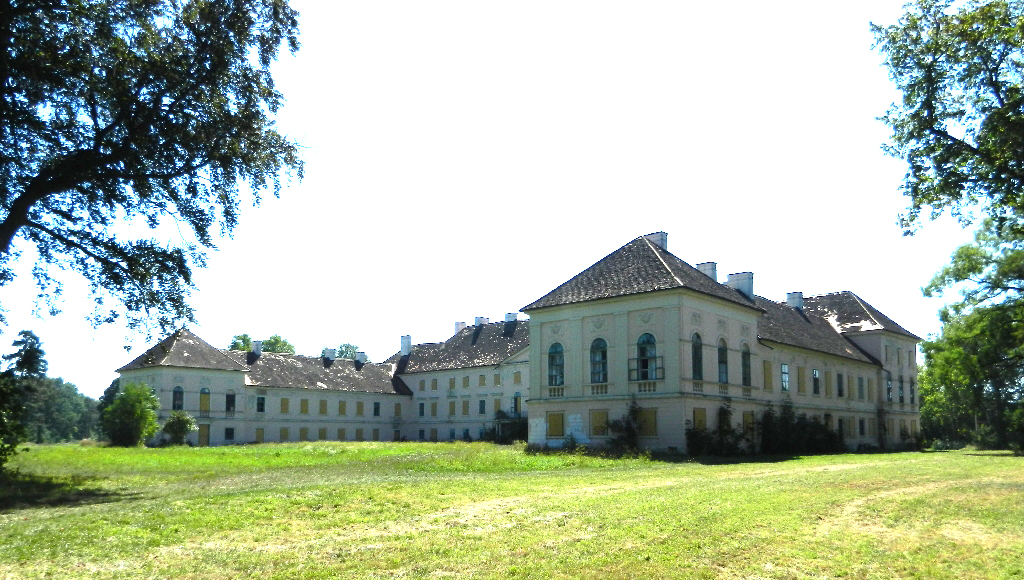
Schloss Batthyány

Schloss Batthyány, auch Schloss Trautmannsdorf, steht im Ort Trautmannsdorf an der Leitha in Niederösterreich. Die ausgedehnte, dreiflügelige Anlage im Osten des Ortes ist von einem weitläufigen Schlosspark mit Resten des Grabens und der Ummauerung umgeben. Das Schloss steht unter Denkmalschutz.

## Geschichte
Der Name Trautmannsdorf bezieht sich auf einen Trutman, der unter den Babenbergern diente, um das Jahr 1100 hier vom Kloster Göttweig Grund erwarb und vermutlich ein Festes Haus errichtete. Im 12. und 13. Jahrhundert war Trautmannsdorf ein Glied in der Befestigungskette gegen die Ungarn. Die Burg als solche wird erstmals 1292 erwähnt.
Um 1163/1180 ging die kleine Burg an das Adelsgeschlecht der Stuchsen über, Ministeriale der steirischen Markgrafen, die ihre Stammburg vermutlich in Stixenstein hatten, das zuvor Stuchsenstein genannt wurde.
Bei den Kuruzzeneinfällen und in den Türkenkriegen wurde die Burg weitgehend verschont, da die Anlage sehr gut befestigt und bewaffnet war. Von 1576 bis 1756 war Burg und Herrschaft im Besitz der Windisch-Graetz. Die Schlosskapelle war unter dem protestantischen, aber kaisertreuen Freiherrn Friederich von Windischgraetz ein Zentrum der Evangelischen im östlichen Niederösterreich.
Karl Joseph Graf Batthyány erwarb 1756 die Herrschaft. Fürst Philipp Batthyány-Strattmann ließ nach 1810 die alten Gebäude entfernen und ein klassizistisches Schloss errichten. Als Baumeister wird Joseph Kornhäusel vermutet. Bei der Niederschlagung der Revolution in Ungarn 1849 diente es als Militärspital für verwundete Soldaten. Nach dem Tod des kinderlosen Fürsten Philipp im Jahr 1870 setzte sich der Niedergang fort. Im leerstehenden Schloss wurde kurzzeitig ein Sanatorium für Lungenkranke eingerichtet und die Ländereien verpachtet. Seit der Zwischenkriegszeit stand das Schloss leer und war dem Verfall preisgegeben. 2014 erwarb es ein Immobilienentwickler aus Wien, um es zu sanieren und einer neuen Nutzung zuzuführen. Dieses Projekt ist umstritten.